# Козаков Микола Дмитрович
Микола Дмитрович Козаков (7 травня 1911, місто Сквира, тепер Київської області  — 3 червня 1985, місто Чернівці) — радянський діяч, 1-й заступник та в.о. голови Чернівецького облвиконкому, 1-й секретар Кіцманського та Кельменецького райкомів КПУ Чернівецької області. Герой Соціалістичної Праці (26.02.1958).

## Біографія
Народився в родині Дмитра та Євгенії Іванівни Козакових. У 1928 році закінчив Сквирську трудову школу імені Івана Франка. З 1932 по 1933 рік служив у Червоній армії.
Закінчив сільськогосподарський інститут, здобув спеціальність зоотехніка. Працював зоотехніком у Київській області.
Член ВКП(б) з 1939 року.
З вересня 1941 по серпень 1944 року — в Червоній армії, учасник німецько-радянської війни. Служив політруком ескадрону, відповідальним секретарем партійного бюро 136-го кавалерійського полку 2-ї гвардійської кавалерійської дивізії Західного фронту. Був важко поранений, лікувався в евакуаційному госпіталі № 358.
Після демобілізації — завідувач відділу тваринництва виконавчого комітету Чернівецької обласної ради депутатів трудящих. 
На 1947—1953 роки — заступник начальника Чернівецького обласного управління сільського господарства. На 1953 рік — заступник начальника Чернівецького обласного управління сільського господарства і заготівель.
Потім — завідувач сільськогосподарського відділу Чернівецького обласного комітету КПУ.
З 1954 по 1959 рік — 1-й секретар Кіцманського районного комітету КПУ Чернівецької області.
У 1959—1962 роках — 1-й секретар Кельменецького районного комітету КПУ Чернівецької області.
У 1962—1970 роках — 1-й заступник голови виконавчого комітету Чернівецької обласної ради депутатів трудящих. З 26 серпня по 6 грудня 1965 року — в.о. голови виконавчого комітету Чернівецької обласної ради депутатів трудящих.
Потім — на пенсії. Помер 3 червня 1985 року в Чернівцях. Похований на Руському цвинтарі в Чернівцях.

## Звання
- політрук
- гвардії капітан

## Нагороди та відзнаки
- Герой Соціалістичної Праці (26.02.1958)
- орден Леніна (26.02.1958)
- орден Жовтневої Революції
- орден Вітчизняної війни І ст. (6.04.1985)
- орден Червоного Прапора (31.05.1942)
- орден Трудового Червоного Прапора
- орден «Знак Пошани» (23.01.1948)
- медаль «За відвагу» (1942)
- медалі